# Sévis
Sévis est une ancienne commune française, située dans le département de la Seine-Maritime en région Normandie.
Elle a fusionné avec Auffay et Cressy pour former, le 1er janvier 2019, la commune nouvelle du Val-de-Scie, dont elle est désormais le chef-lieu et une commune déléguée.

## Géographie

### Localisation
Le village se situe à moins de 25 km à vol d'oiseau, au sud de Dieppe.

### Hydrographie
La commune est drainée par la Varenne, affluent du fleuve côtier, l'Arques, à Sévis.

## Toponymie
Le nom de la localité est attesté sous les formes Ecclesia de Seviz cum decima avant 1137, de Seuys en 1282, Sevis en 1757, Sévys en 1788, Sévis en 1953.

## Histoire
Fusion de communes
Les communes d'Auffay, Cressy, Sévis et Cropus ont envisagé en 2017 de fusionner, afin de réaliser des économies d'échelle, de limiter la baisse des dotations d’État, et d'éviter une union imposée avec des partenaires non choisis. Après l'abandon de cette démarche par Cropus, la fusion est entérinée par les conseils municipaux rassemblés des 3 communes, malgré l'opposition de certains habitants qui demandent l'organisation d'un référendum.
La commune nouvelle du Val-de-Scie est ainsi créée au 1er janvier 2019, et Auffay, Cressy, Sévis deviennent ses communes déléguées, malgré l'opposition d'un collectif d'habitants qui conteste en justice la fusion.

## Politique et administration

### Rattachements administratifs et électoraux
Sévis se trouve dans l'arrondissement de Dieppe du département de la Seine-Maritime. Pour l'élection des députés, elle fait partie depuis 2012 de la dixième circonscription de la Seine-Maritime.
Elle faisait partie depuis 1801 du canton de Bellencombre. Dans le cadre du redécoupage cantonal de 2014 en France, la commune est rattachée au canton de Luneray jusqu'à la fusion de 2019.

### Intercommunalité
Sévis était membre de la communauté de communes des Trois Rivières, créée en 2002.
Dans le cadre de l'approfondissement de la coopération intercommunale prévu par la Loi portant nouvelle organisation territoriale de la République (Loi NOTRe) du 7 août 2015, cette intercommunalité qui n'atteignait pas le seuil minimal de 15 000 habitants a du fusionner avec ses voisines pour former, le 1er janvier 2017, la communauté de communes Terroir de Caux dont Auffay a été membre jusqu'à la fusion de 2017.

### Liste des maires
| Période                                  | Période       | Identité           | Étiquette   | Qualité |
| ---------------------------------------- | ------------- | ------------------ | ----------- | ------- |
| Les données manquantes sont à compléter. |               |                    |             |         |
| 1914                                     | 1922          | Georges Marcadé    | Républicain |         |
| mars 2001                                | décembre 2018 | Gérard Nourrichard |             |         |

### Liste des maires délégués
| Période      | Période                     | Identité           | Étiquette | Qualité                        |
| ------------ | --------------------------- | ------------------ | --------- | ------------------------------ |
| janvier 2019 | En cours (au 1er juin 2020) | Gérard Nourrichard |           | Réélu pour le mandat 2020-2026 |

## Population et société

### Démographie
L'évolution du nombre d'habitants est connue à travers les recensements de la population effectués dans la commune depuis 1793. Pour les communes de moins de 10 000 habitants, une enquête de recensement portant sur toute la population est réalisée tous les cinq ans, les populations de référence des années intermédiaires étant quant à elles estimées par interpolation ou extrapolation. Pour la commune, le premier recensement exhaustif entrant dans le cadre du nouveau dispositif a été réalisé en 2007.

En 2016, la commune comptait 396 habitants, en évolution de +15,12 % par rapport à 2010 (Seine-Maritime : +0,35 %, France hors Mayotte : +2,11 %).
| 1793 | 1800 | 1806 | 1821 | 1831 | 1836 | 1841 | 1846 | 1851 |
| ---- | ---- | ---- | ---- | ---- | ---- | ---- | ---- | ---- |
| 365  | 375  | 407  | 480  | 545  | 550  | 567  | 516  | 525  |

| 1856 | 1861 | 1866 | 1872 | 1876 | 1881 | 1886 | 1891 | 1896 |
| ---- | ---- | ---- | ---- | ---- | ---- | ---- | ---- | ---- |
| 419  | 433  | 437  | 413  | 424  | 438  | 380  | 353  | 334  |

| 1901 | 1906 | 1911 | 1921 | 1926 | 1931 | 1936 | 1946 | 1954 |
| ---- | ---- | ---- | ---- | ---- | ---- | ---- | ---- | ---- |
| 326  | 341  | 315  | 291  | 271  | 252  | 208  | 278  | 279  |

| 1962 | 1968 | 1975 | 1982 | 1990 | 1999 | 2006 | 2007 | 2012 |
| ---- | ---- | ---- | ---- | ---- | ---- | ---- | ---- | ---- |
| 300  | 274  | 234  | 260  | 297  | 283  | 315  | 319  | 370  |

| 2016 | - | - | - | - | - | - | - | - |
| ---- | - | - | - | - | - | - | - | - |
| 396  | - | - | - | - | - | - | - | - |

### Enseignement
Les enfants du village sont scolarisés au sein du regroupement pédagogique intercommunal du SIVOS de Beaumont-le-Hareng, Cressy, La Crique et Sévis, qui, en 2019, accueille 120 enfants.

## Culture locale et patrimoine

### Lieux et monuments
- Château de Sévis, des XVIIIe et XIXe siècles[13].
- Église Saint-Pierre, dont l'origine daterait du XIe siècle. Le chœur, la nef et le clocher sont des années 1860 et 1870[14].
- Maison du XVIIIe siècle au lieu-dit Bazomesnil[15].
- Ferme du XVIIIe siècle au lieu-dit le Bosc de Sévis[16].
- Ancienne filature, construite en 1834[17].